# Amy Ruffle
Amy Ruffle (ur. 25 lutego 1992 w Wiktorii w Australii) – australijska aktorka filmowa i teatralna. Debiutowała w 2009 roku. Najbardziej znana jest jako odtwórczyni roli Sireny w serialu pt. Syreny z Mako. Studiowała w Strathcona Baptist Girls Grammar School w Wiktorii.

## Teatr
| Lata | Tytuł                                                            | Rola                   | Uwagi   |
| ---- | ---------------------------------------------------------------- | ---------------------- | ------- |
| 2009 | Humphrey Bear - „Honey Tummy”                                    | gospodarz              |         |
| 2010 | Disneyland LA: Summer Dance Classic                              | wokalistka/tancerka    |         |
| 2010 | Bare                                                             | Cindi/Rory Cover       | Musical |
| 2011 | The Last Train - An Urban Tale Featuring the Songs of Paul Kelly | dziewczyna z college’u |         |

## Filmografia
| Lata      | Tytuł                   | Rola    | Uwagi       |
| --------- | ----------------------- | ------- | ----------- |
| 2012      | Border Protection Squad | Monique |             |
| 2013–2016 | Syreny z Mako           | Sirena  | Główna rola |